# Corregidora Ortiz 5.ª Sección
Corregidora Ortiz 5.ª Sección es una localidad del municipio de Centro ubicado en la subregión centro del estado mexicano de Tabasco.

## Geografía
La localidad de Corregidora Ortiz 5.ª Sección se sitúa en las coordenadas geográficas 17°57′19″N 93°07′21″O / 17.955278, -93.122500, a una elevación de 9 metros sobre el nivel del mar.

## Demografía
Según el Conteo de Población y Vivienda 2020, efectuado por el Instituto Nacional de Estadística y Geografía, la localidad de Corregidora Ortiz 5.ª Sección tiene 1,915 habitantes, de los cuales 920 son del sexo masculino y 995 del sexo femenino. Su tasa de fecundidad es de 2.22 hijos por mujer y tiene 549 viviendas particulares habitadas.
| Gráfica de evolución demográfica de Corregidora Ortiz 5.ª Sección entre 1970 y 2020 |
|                                                                                     |
| INEGI.                                                                              |